# Abala Bose
Abala, Lady Bose (8 août 1865 - 25 avril 1951) était une travailleuse sociale et féministe indienne. Elle était connue pour ses efforts en faveur de l'éducation des femmes et sa contribution à l'aide aux veuves.

## Carrière
Dans les années 1880, Abala Bose s'est vu refuser l'admission au Calcutta Medical College (en) car les femmes n'étaient pas encore acceptées dans cet établissement. Elle se rendit à Madras (aujourd'hui Chennai) en 1882 grâce à une bourse du gouvernement du Bengale pour étudier la médecine, mais dut abandonner en raison d'une mauvaise santé. En 1887, elle épouse le scientifique Jagadish Chandra Bose. Elle a accompagné son mari dans plusieurs voyages à l'étranger au cours des années suivantes.
Outre son travail d'éducatrice, Bose a été une féministe précoce. Écrivant dans le magazine anglais Modern Review (en), elle a soutenu que les femmes devraient recevoir une meilleure éducation, « non pas pour obtenir de meilleurs mariages pour nos filles [...] ni même parce que les services de la belle-fille peuvent être plus précieux dans la maison de son adoption, mais parce qu'une femme, comme un homme, est d'abord un esprit, et seulement en second lieu un corps physique ».
Kamini Roy, qui a étudié avec elle à la Bethune College, a appris le féminisme d'elle. Lorsque son mari a été fait chevalier en 1916, elle est devenue Lady Bose.
Bose a été secrétaire du Brahmo Balika Shikshalaya (en) de 1910 à 1936. Elle est décédée le 26 avril 1951.